# Аль-Амири, Хади
Хади аль-Амири (родился 1 июля 1954) — бывший министр транспорта Ирака и глава организации Бадра, которая была военным подразделением Высшего исламского совета Ирака. Является членом Совета представителей Ирака от Национального иракского альянса, который в основном представляет религиозные шиитские партии.

## Биография
Родился 1 июля 1954 года в иракской мухафазе Дияле. Во время Ирано-иракской войны сражался на стороне Ирана в составе бригады Бадры.
Хади аль-Амири опроверг утверждения о том, что отслеживал авиарейсы, проходящие через воздушное пространство Ирака из Ирана в Сирию, в которых содержались партии оружия для помощи правительству Сирии в гражданской войне. Однако, он подтвердил свои связи с Касемом Сулеймани (командиром Сил «Кудс», подразделения Корпуса Стражей Исламской революции), который играл важную роль в поддержке президента Сирии Башара Асада в военном конфликте.
В 2011 году, будучи министром транспорта Ирака, сопровождал премьер-министра Ирака Нури аль-Малики во время визита в Белый дом во время президентства Барака Обамы.
В 2014 году командовал иракскими силами в операции по освобождению Джурф ас-Сахра во время гражданской войны в Ираке. В качестве командира Сил народной мобилизации принимал активное участие в операциях против ИГИЛ. В СМИ о нём писали, как о возможно, самом влиятельном и проиранском лидере в Силах народной мобилизации, который часто встречался со специальным представителем президента США в Военной операции против «Исламского государства» Бреттом Макгурком. Хади аль-Амири свободно говорит на персидском языке.
31 декабря 2019 года государственный секретарь США Майк Помпео назвал Хади аль-Амири, наряду с Абу Махди аль-Мухандисом, Каисом Хазали и Фалихом аль-Файядом, ответственными за нападение на посольство США в Багдаде. После авиаудара США по международному аэропорту Багдада 3 января 2020 года, в результате которого погибли Касем Сулеймани и Абу Махди аль-Мухандис, Хади аль-Амири был назван кандидатом на замену аль-Мухандису в качестве лидера Сил народной мобилизации.

## Участие в пытках
Его организация Бадр в союзе с США устраивала карательные рейды против суннитов Ирака, похищала и убивала суннитских граждан, в том числе женщин и детей, а сам он лично пытал людей, высверливая в их телах отверстия электродрелью.